# Effektiv temperatur

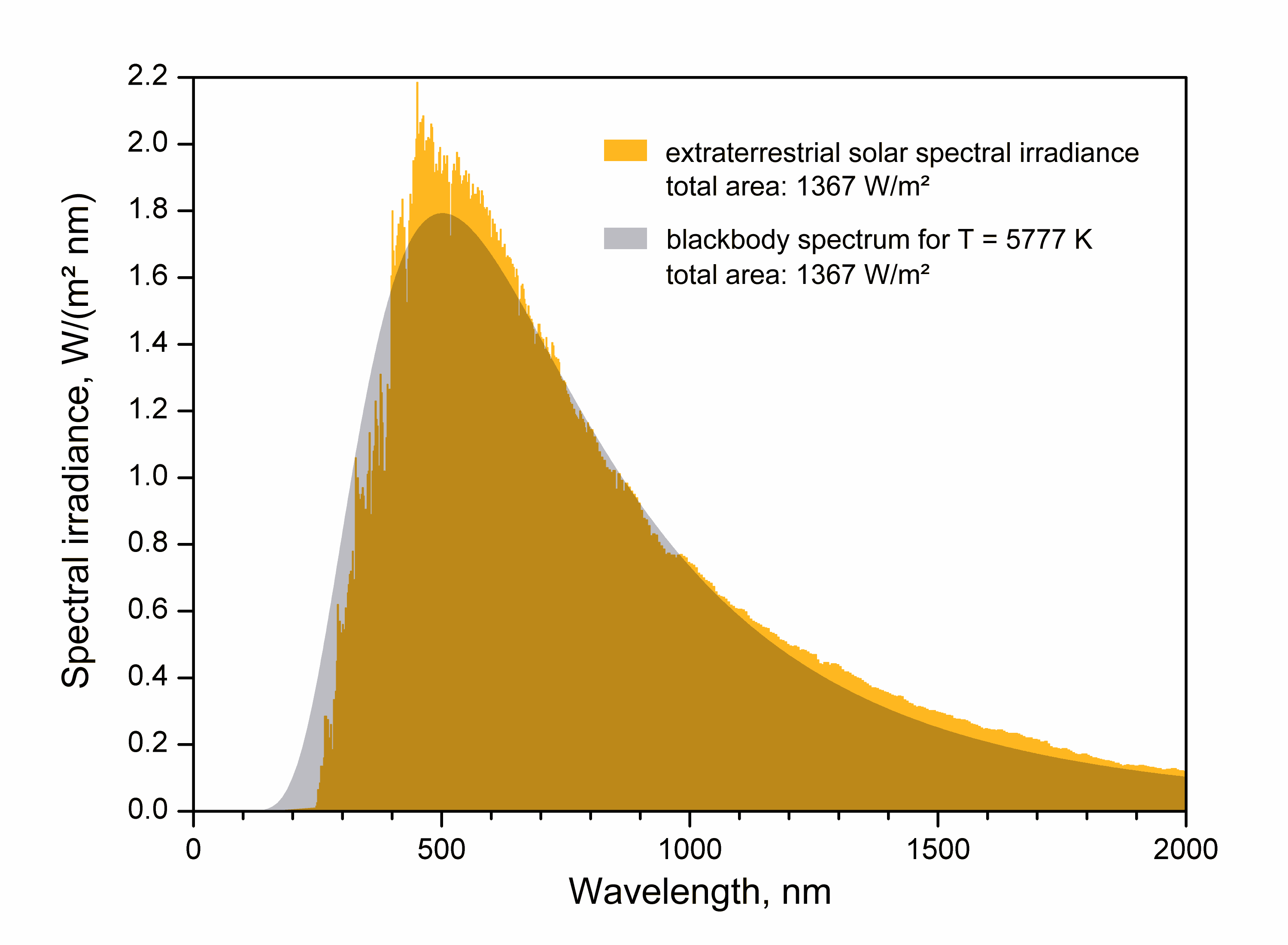
Den effektiva temperaturen hos solen (5 777 K) är temperaturen som motsvaras av den temperatur en svartkropp av samma storlek måste ha för att generera samma energiutflöde.

Den effektiva temperaturen hos en stjärna är den temperatur hos en svartkropp med samma luminositet per yta ({\displaystyle {\mathcal {F}}_{Bol}}) som stjärnan och definieras av Stefan-Boltszmanns lag {\displaystyle {\mathcal {F}}_{Bol}=\sigma T_{eff}^{4}}. Den totala (bolometriska) luminositeten hos en stjärna blir då {\displaystyle L=4\pi R^{2}\sigma T_{eff}^{4}}, där {\displaystyle R} är stjärnradien. Definitionen av stjärnradien är inte helt självklar. Mer strängt definierat motsvarar den effektiva temperaturen mot temperaturen vid radien som definieras av Rosselandopaciteten. Den effektiva temperaturen och den bolometriska luminositeten är de två grundläggande fysiska parametrar som behövs för att kunna placera en stjärna på Hertzsprung-Russell-diagrammet. Både den effectiva temperaturen och den bolometriska luminositeten beror på den kemiska sammansättningen hos en stjärna.
Solens effektiva temperatur är omkring 5 780 K. Färgindexet hos en stjärna indikerar dess temperatur från väldigt kalla (för en stjärna vill säga) M-stjärnor som strålar huvudsakligen med infrarött ljus till de mycket blå och heta O-stjärnorna vilka huvudsakligen sänder ut sin strålning som ultraviolett ljus. Den effektiva temperaturen hos en stjärna indikeras av mängden värme som stjärnan strålar ut per enhet av area. Från de varmaste till kallaste är de olika typerna O, B, A, F, G, K och M.
En röd stjärna kan vara en liten röd dvärg, en stjärna med liten energiproduktion och liten area, eller en uppblåst jättestjärna som Antares eller Betelgeuse. Bägge de senare genererar enorma mängder energi, men eftersom deras yta också är väldigt stor är strålningen per area förhållandevis liten. En stjärna nära mitten av spektrumet, som vår egen sol eller jätten Capella, strålar ut mer energi per area än de små röda dvärgarna eller de stora röda superjättarna, men mycket mindre än vita och blå stjärnor som Vega eller Rigel.